# Listă de tardigrade din Republica Moldova
Lista tardigradelor din Republica Moldova cuprinde 7 specii. Cercetările privind arealul de răspândire a tardigradelor în republică a inclus Rezervația  Codrii, plantații de viță de vie, lanuri cu orz și porumb.

## ClasaEutardigrada

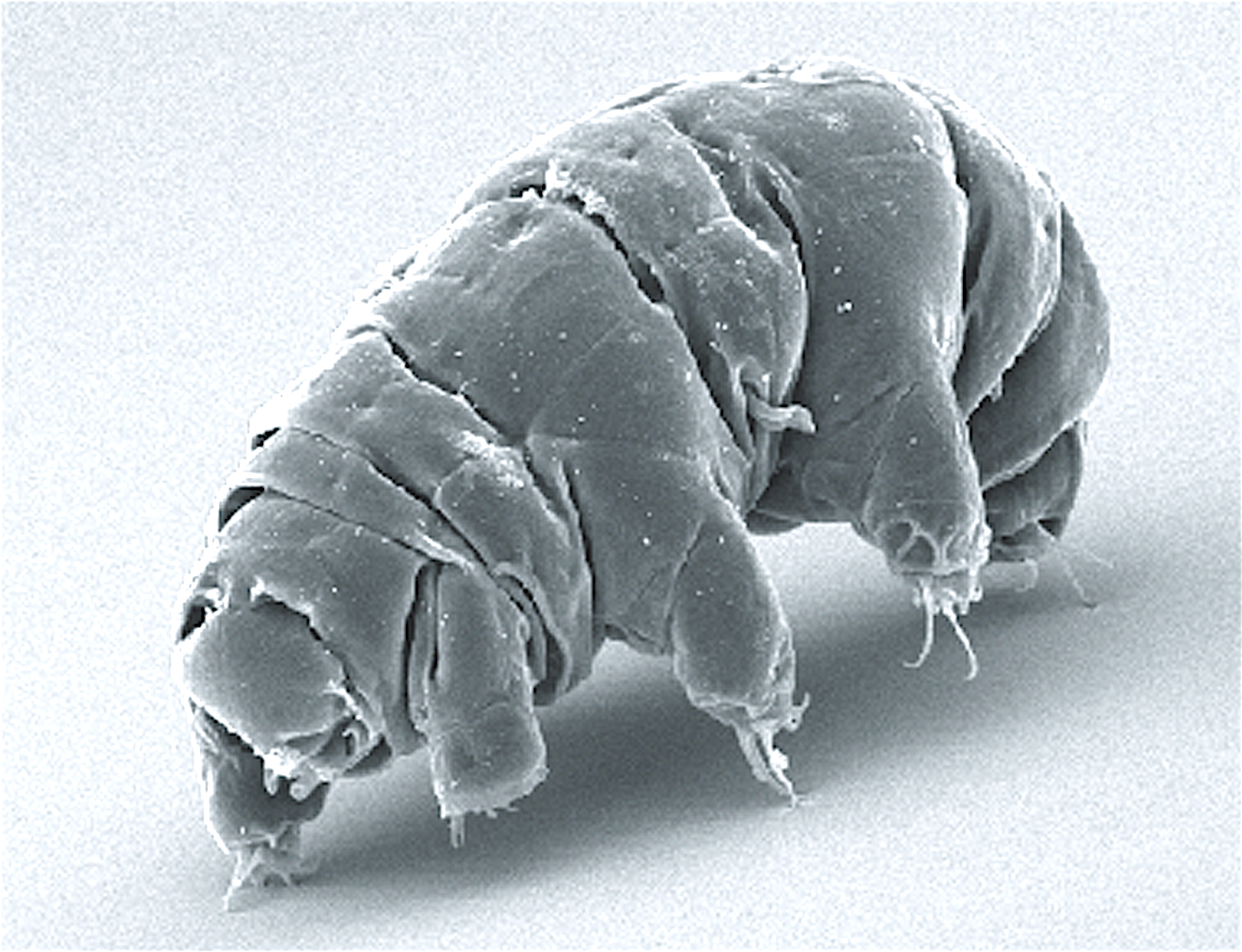
Milnesium tardigradum

### OrdinulParachela

#### FamiliaHypsibiidae
- Isohypsibius franzi (Mihelcic, 1949)
- Hypsibius convergens (Urbanowicz, 1925)

#### FamiliaMacrobiotidae
- Macrobiotus harmsworthi (Murray, 1907)
- Macrobiotus hufelandi (Schultze, 1834)
- Minibiotus intermedius (Plate, 1889))
- Macrobiotus terricola (Mihelcic, 1949)

### OrdinulApochela

#### FamiliaMilnesiidae
- Milnesium tardigradum (Doyère, 1840)